# Prunasin
Prunasin ist eine chemische Verbindung aus der Gruppe der cyanogenen Glycoside. Das am Nitril L-konfigurierte Stereoisomer wird als Sambunigrin, das 1:1-Gemisch mit dieser Verbindung als Prulaurasin bezeichnet. Eine strukturell analoge Verbindung, die aber statt einer Monosaccharid- eine Disaccharid-Einheit aufweist, ist das Amygdalin.

## Vorkommen
Prunasin kommt natürlich in den Kernen verschiedener Prunusarten, zum Beispiel dem Kirschlorbeer (Prunus laurocerasus) vor. Es wurde auch in Mandeln, den unreifen Früchten von Passiflora-Arten und den Blättern von Perilla (Perilla frutescens var. Acuta) nachgewiesen.
Neben den Samen kann es bei Rosengewächsen auch in allen anderen Pflanzenteilen vorkommen. Bei der Isolation daraus findet leicht Racemisierung statt, sodass an seiner Stelle das Prulaurasin erhalten wird. Auch in vielen anderen Pflanzen der Familien Myrtaceae, Polypodiaceae, Saxifragaceae und Scrophulariaceae wurde es nachgewiesen.

## Eigenschaften
Prunasin ist ein Feststoff. Es besitzt einen Drehwert von −29,6° in Wasser. Prunasin-β-glucosidase ist ein Enzym, das Prunasin und Wasser zu D-Glucose und Mandelonitril umwandelt. Amygdalin-β-glucosidase ist ein Enzym, das (R)-Amygdalin und Wasser zu Prunasin und D-Glucose umwandelt.

## Externe Links zu erwähnten Verbindungen
1. ↑  Externe Identifikatoren von bzw. Datenbank-Links zu Prulaurasin:  CAS-Nr.: 138-53-4, PubChem: 120639, ChemSpider: 107701, Wikidata: Q27893921.